# Vuelo de prueba 6 de la Starship
El Sexto Vuelo de prueba de Starship ha sido la sexta prueba de vuelo de un vehículo de lanzamiento SpaceX Starship. Los prototipos de vehículos que han volado han sido el Ship 31 en la parte superior y el Booster 13 en la parte inferior. SpaceX realizó el lanzamiento el 19 de noviembre de 2024 a las 22:00 UTC (16:00 CST, hora local).
Aunque el vuelo tiene un perfil similar al de la quinta prueba de vuelo, un vuelo suborbital al Océano Índico, tiene bastantes cambios con el objetivo de ganar más información para futuras recuperaciones y reusos de naves. La nave reentrará en la atmósfera en un ángulo que permita probar los límites de las aletas y algunas partes serán equipadas con nuevos materiales de protección térmica. Ciertas partes del escudo térmico faltan en previsión de obtener más hardware de captura para futuras misiones, lo cual sería necesario para aterrizar la nave en los brazos de la torre de lanzamiento. El vuelo 6 es el primer vuelo en incluir un apagón de motor en el espacio de un solo motor Raptor, mostrando la capacidad de Starship de salir de órbita. El vuelo fue unas horas más tarde que en vuelos anteriores para así ver la nave reentrar durante el día, más concretamente durante la salida del sol, para poder visualizar más detalles. 

## Historia

### Pruebas del vehículo antes del lanzamiento
Starship Ship 31 (S31) fue trasladado a Masseys Test Site en el en la base espacial SpaceX en Texas para realizar pruebas criogénicas el 11 de mayo Durante sus primeras pruebas criogénicas el 12 de mayo, hubo una anomalía eléctrica, y el 15 de mayo el Starship Ship 31 fue trasladado de nuevo al lugar de producción para ser reparado. El S31 completó con éxito las pruebas criogénicas a principios de julio, y el 18 de septiembre completó con éxito un encendido estático. El 11 de noviembre fue llevado al sitio de lanzamiento.
Super Heavy Booster 13 (B13) fue llevado al Starbase de SpaceX el 22 de octubre. Dos días más tarde, se controló un encendido estático en los 33 motores Raptor. Fue trasladado el sitio de lanzamiento y lo unieron al S31 el 14 de noviembre. El 17, tanto el B13 como el S31 pasaron una prueba parcial de reabastecimiento en previsión al cercano lanzamiento.

## Perfil de la misión
El perfil de la msión era similar al de la quinta prueba de vuelo, con el B13 volviendo al lugar de lanzamiento y el S31 realizando un aterrizaje controlado en el Océano Índico. Sin embargo, el B13 no volvió a la base sino que aterrizo en el agua para poco después explotar. El S31 intentó por primera vez un encendido de motor en el espacio con éxito, lo cual se había previsto originalmente para el vuelo de prueba 3, y consiguió aterrizar sin problemas en el océano.